# Рогув-Воловський
Рогув-Воловський (пол. Rogów Wołowski) — село в Польщі, у гміні Вінсько Воловського повіту Нижньосілезького воєводства.
Населення — 46 осіб (2011).
У 1975-1998 роках село належало до Вроцлавського воєводства.

## Демографія
Демографічна структура станом на 31 березня 2011 року:
|          | Загалом | Допрацездатний вік | Працездатний вік | Постпрацездатний вік |
| -------- | ------- | ------------------ | ---------------- | -------------------- |
| Чоловіки | 23      | 1                  | 17               | 5                    |
| Жінки    | 23      | 3                  | 14               | 6                    |
| Разом    | 46      | 4                  | 31               | 11                   |